# Goseong-eup
Goseong-eup (koreanska: 고성읍) är en köping i kommunen Goseong-gun i provinsen Södra Gyeongsang i den södra delen av Sydkorea, 315 km söder om huvudstaden Seoul. Det är kommunens största ort och dess administrativa huvudort.